# Зенцы
Зенцы (укр. Зінці) — село,
Терешковский сельский совет,
Полтавский район,
Полтавская область,
Украина.
Код КОАТУУ — 5324083905. Население по переписи 2019 года составляло 879 человек.

## Географическое положение
Село Зенцы находится в 1-м км от левого берега реки Ворскла, выше по течению примыкает село Терешки, ниже по течению на расстоянии в 0,5 км расположено село Безручки, на противоположном берегу — сёла Гора и Нижние Млыны. Река в этом месте извилистая, образует лиманы, старицы и заболоченные озёра.
Село окружено лесным массивом (сосна). Через село проходит железную дорогу, станция Зенцы. До 2018 года входил в состав ликвидированного Никольского сельсовета.

## Экономика
- Детский оздоровительный лагерь «Молодая гвардия Южной железной дороги».

## Объекты социальной сферы
- Клуб.

## Достопримечательности
- Братская могила советских воинов.